# John Darnton
John Darnton (20 de noviembre de 1941 en Nueva York) es un novelista y periodista americano quien escribió para el New York Times. Es ganador dos veces del Polk Premio, y una del Pulitzer de asuntos internacionales. Como escritor es famoso por sus thrillers científicos y médicos.

## Periodismo
Después de graduarse en la Universidad de Wisconsin@–Madison, Darnton se unió al New York Times en 1966 como ayudante. Dos años más tarde llegó a reportero.
En 1976 se convirtió en corresponsal extranjero, primero cubriendo África en la ciudad de Lagos, Nigeria, y luego en Nairobi, Kenia. Cubrió las protestas en Sudáfrica, la guerra de Rodesia, la guerrilla de Etiopía, Somalia, Zaire, y la caída del dictador Idi Amin en Uganda. Su trabajo en África le valió el George Polk Premio en 1978.
En 1979, fue a Varsovia, Polonia, cubrió la información de Europa Oriental y recibió el Pulitzer de asuntos internacionales por su cobertura de Polonia bajo la ley marcial.

## Novelas
Además de su trabajo como periodista, Darnton ha publicado cinco novelas "notables por sus temas siniestros y tensión que parecen hechas a medida para Hollywood".
Desde su éxito inicial, Darnton ha continuado su escritura de ficción, en general aferrándose a thrillers con narrativas científicas e históricas:
- Neanderthal (1996), su mayor best seller, sobre un arqueólogo de Harvard desaparecido en una remota región de Rusia.
- El Experimento (1999), un "thriller médico sobre la clonación y laextensión de la vida
- Mind Catcher (2002) trata sobre la inteligencia artificial y la consciencia humana
- Darwin Conspiratión (2005) tiene lugar en la Inglaterra de la era victoriana y explora la vida y trabajo de Charles Darwin.
- Black & White & Dead All Over (2008) es una novela en clave sobre una ola de asesinatos en un diario que es una sátira de los medios de comunicación"

## Jubilación
Después de retirarse del Time en 2005, Darnton empezó a enseñar periodismo en la Universidad Estatal de Nueva York en Nuevo Paltz. En 2009, John Darnton fue nombrado curator del premio George Polk.

## Vida personal
En 2011 publicó un libro Casi una Familia, unas memorias que contaban como creció sin ver a su padre aquejado de alcoholismo. Su padre Byron "Barney" Darnton había sido corresponsal de guerra del New York Times hasta que fue asesinado en la costa de Guinea Nueva mientras cubría la Guerra del Pacífico durante la II Guerra Mundial, cuándo John tenía 11 meses y su hermano Robert (ahora un historiador cultural renombrado) tres años.
Darnton Y su mujer, la periodista Nina Darnton, viven en Nueva York. Tienen dos hijas, Kyra y Liza, y un hijo, Jaime.